# Follis (munt)

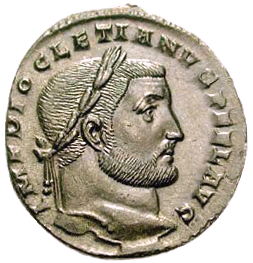
Een follis met de beeltenis van Diocletianus (Trier, 300/301).

De follis (meervoud: folles; Oudgrieks: φόλλις) is een Romeinse, later Byzantijnse, munt, die rond 294 in het kader van de geldhervorming van Diocletianus (Edictum de pretiis rerum venalium) werd ingevoerd.

## Romeinse munt
De munt van keizer Diocletianus is een belangrijk artefact uit de geschiedenis van het Romeinse rijk. Diocletianus regeerde van 284 tot 305 na Christus en voerde verschillende hervormingen door, waaronder veranderingen in de munteenheid om de economie te stabiliseren. Hij is vooral bekend om zijn hervormingen van het keizerlijke bestuur en het herstel van de stabiliteit na de crisis van de derde eeuw.

### Muntstelsel onder Diocletianus
Diocletianus hervormde het Romeinse muntstelsel om de inflatie tegen te gaan die de economie had geteisterd. Dit resulteerde in de introductie van nieuwe munten:
1. Aureus: Een gouden munt die voornamelijk werd gebruikt voor grote betalingen en als een symbolisch middel van prestige.
2. Argenteus: Een zilveren munt die werd geïntroduceerd om de circulatie van zilvermunten te vergroten.
3. Denarius: De denarius, die eerder al in omloop was, bleef bestaan maar verloor aan waarde door de inflatie.
4. Follis: Een koper- of bronsmunt die werd geïntroduceerd in de hervormingen en een belangrijke rol speelde in het dagelijks gebruik.

De "Follis" was bijzonder bekend voor zijn grotere grootte en het feit dat hij vaak werd gestempeld met de naam van de keizer en soms met propaganda over de keizerlijke macht en goddelijke steun.

### Iconografie op de munten
Diocletianus gebruikte zijn munten niet alleen als valuta, maar ook als propaganda-instrumenten. De afbeeldingen op de munten weerspiegelden vaak zijn autoriteit en de stabiliteit die hij bracht. Veel van de munten tonen de keizer in militaire of goddelijke gedaante, wat zijn rol als beschermheer van het rijk benadrukte.

### Voorbeeld van een Diocletianus-munt
Een typisch exemplaar van een Follis van Diocletianus zou de keizer kunnen tonen met een lauwerkrans op de voorzijde en de tekst IMP C DIOCLETIANVS AVG (Imperator Caesar Diocletianus Augustus). De keerzijde kan de keizer als een militair leider tonen, bijvoorbeeld met een hand die een victoriabeker vasthoudt of in een andere triomfantelijke houding.
Deze munten waren belangrijk voor de stabilisatie van de Romeinse economie, en ze gaven burgers een tastbaar symbool van de autoriteit van de keizer.
De munt, die 1/32 van een Romeinse pond (libra) woog (= ca. 10 g), werd uit brons geslagen en met een dunne zilverlaag afgewerkt. De naam follis betekent geldbuidel en gaat vermoedelijk op een uitdrukking voor een verzegelde geldbuidel terug, die in de oudheid een bepaald aantal munten bevatte en aldus een vaste waarde had.
Bij haar invoering had de follis een waarde van 12,5 d. c. (denarii communes, "rekendenarius"), bij de geldhervorming van 1 september 301 werd ze naar 25 d. c. opgewaardeerd. Onder Constantijn de Grote werden de folles andermaal opnieuw herwerkt, verkleind en zouden vanaf dan ook geen zilver meer bevatten.
Keizer Constantius II verving de follis bij de munthervorming van 346 door de maiorina, een licht met zilver gelegeerde middelgrote bronzen munt. Later werd uit 'follis' de naam afgeleid voor het Arabische kopergeld van de vroege middeleeuwen: de kleinste Islamitische munteenheid, die van het eind van de 7e tot in de 13e eeuw geslagen werd, heette 'fals', meervoud 'fulus'.